# أرينوداي سينج
أرينوداي سينج هو ممثل هندي، ولد في 17 فبراير 1983 في الهند.

## أعمال

### أفلام
- (2012) جسم 2
- (2015) مستر إكس[4][5]

## وصلات خارجية
- أرينوداي سينج على موقع IMDb (الإنجليزية)
- أرينوداي سينج على موقع ألو سيني (الفرنسية)
- أرينوداي سينج على موقع أول موفي (الإنجليزية)
- أرينوداي سينج على موقع قاعدة بيانات الفيلم (الإنجليزية)
- أرينوداي سينج على موقع كينوبويسك (الروسية)